# Eurytoma clarissae
Eurytoma clarissae är en stekelart som beskrevs av Zerova 2006. Eurytoma clarissae ingår i släktet Eurytoma och familjen kragglanssteklar.
Artens utbredningsområde är Israel. Inga underarter finns listade i Catalogue of Life.